# Ösophagektomie
Bei der Ösophagektomie handelt es sich um die vollständige operative Entfernung der Speiseröhre (Ösophagus). Die operative Teilentfernung des Ösophagus wird als Ösophagusresektion bezeichnet.

## Indikationen
Sowohl gutartige (Motilitätsstörungen = Bewegungsstörungen der Speiseröhre, z. B. Achalasie) als auch bösartige Erkrankungen (Ösophaguskarzinom) können die operative Entfernung der Speiseröhre erforderlich machen. Handelt es sich um einen Eingriff bei Karzinomerkrankung, so spricht man auch von einer radikalen Ösophagektomie. Hierbei wird die Speiseröhre mit angrenzenden Lymphknoten entfernt (Lymphadenektomie).

## Formen
Man unterscheidet verschiedene Formen dieser Prozedur. Einerseits kann der Eingriff mit Eröffnung der Brusthöhle (Thorakotomie) erfolgen (sogenannte transthorakale Ösophagektomie). Anderseits kann der Ösophagus vom Bauch aus (Laparotomie) durch das Zwerchfell stumpf entfernt werden („Stripping“, transhiatale Ösophagektomie).
Die erste (intrathorakale) Speiseröhrenresektion gelang 1915 dem Chirurgen Thorek in New York.

## Rekonstruktion/ Wiederherstellung der Speisepassage
Zur Wiederherstellung der Nahrungspassage nach Ösophagektomie kann der Magen zu einer Ersatzspeiseröhre geformt werden und an den oberen Speiseröhrenstumpf angeschlossen werden (sogenannter Magenhochzug). Eine andere Möglichkeit besteht in der Zwischenschaltung (Interposition) eines Dickdarmteiles (sogenannte Dickdarmzwischenschaltung, Koloninterposition).

## Risiken und Komplikationen
Die Ösophagektomie bzw. Ösophagusresektion, erstmals 1871 erfolgreich beim Hund durchgeführt von Theodor Billroth, ist eine der größeren visceralchirurgischen Operationen und mit einer Vielzahl spezifischer Komplikationsmöglichkeiten behaftet. Hier die wichtigsten:
- Blutung: Die topographische Nähe zu den großen Gefäßen und der schwierige Zugang bergen das Risiko schwerer intra- und postoperativer Blutungen.
- Anastomoseninsuffizienz: Das „Aufgehen“ der Nahtverbindung zwischen dem hochgezogenen Magen- oder Dickdarmteil kann zu schwerwiegenden, lebensgefährlichen Infektionen führen. Diese sind bei collarer (in Höhe des Halses liegender) Anastomose noch eher beherrschbar als bei intrathorakaler Anastomose bei Ösophagus-Teilresektion. In diesem Fall droht die lebensgefährliche Mediastinitis (Mittelfellentzündung).
- Anastomosenstriktur: Eine narbige Schrumpfung im Anastomosenbereich gefährdet die Durchgängigkeit der Anastomose und verhindert die orale Ernährung.
- Aspirationspneumonie: Die fehlende Schließmuskelfunktion kann zu einem unkontrollierbaren Zurückfließen (Reflux) der aufgenommenen Nahrung und bei Aspiration zu einer gefährlichen Pneumonie (Lungenentzündung) führen.
- Peritonitis: Die Insuffizienz der unteren Anastomose bei Koloninterposition kann zu einer lebensbedrohlichen Bauchfellentzündung führen.

## Fallzahlabhängigkeit der Ergebnisse
Die Abhängigkeit der Ergebnisse der Ösophagektomie von der Fallzahl (Anzahl der im Krankenhaus pro Jahr durchgeführten Eingriffe) ist belegt. So sterben in Krankenhäusern mit weniger als zwei Eingriffen pro Jahr ca. 18 % der Patienten, wohingegen in großen Zentren die Eingriffsletalität unter 5 % betragen kann.